# Diblemma donisthorpei
Diblemma donisthorpei là một loài nhện trong họ Oonopidae.
Loài này thuộc chi Diblemma. Diblemma donisthorpei được Octavius Pickard-Cambridge miêu tả năm 1908.